# Norman Beaker

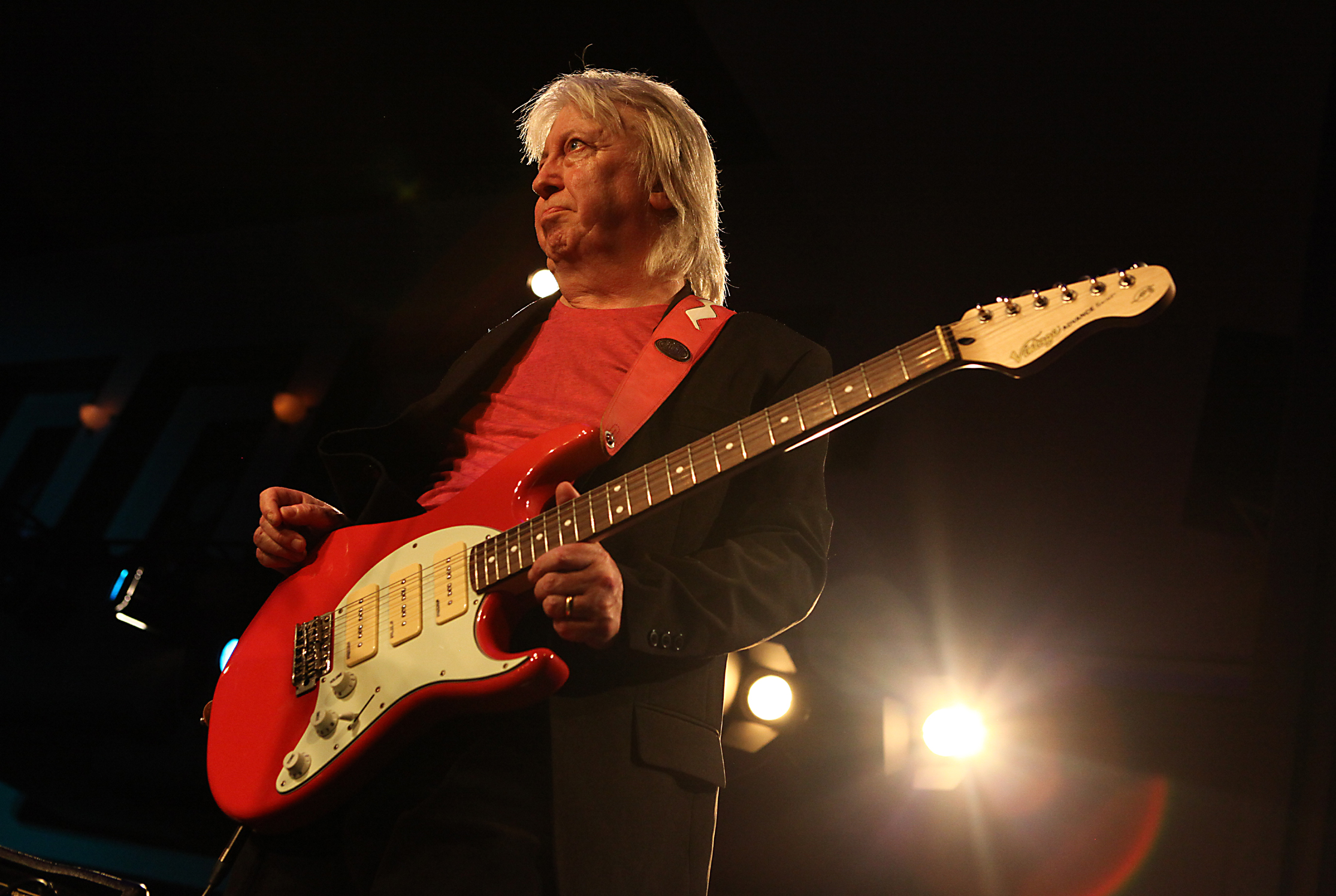
Norman Beaker (2015)

Norman Beaker (eigentlich Norman Hume) (* 21. Juni 1950 in Manchester) ist ein englischer Blues-Gitarrist, Sänger, Songschreiber, Bandleader und Musikproduzent, der seit den frühen 1970er Jahren in der britischen Bluesszene wirkt.
Die Norman Beaker Band ist seit Mitte der 1980er Jahre auf Tour und im Aufnahmestudio mit zahlreichen Bluesmusikern wie z. B. Graham Bond, Jack Bruce, Chuck Berry, Jimmy Rogers, Alexis Korner, Buddy Guy, Lowell Fulson, Fenton Robinson und B. B. King. Beaker selbst war auf Tour mit Chris Farlowe, Larry Garner und Van Morrison und spielte als Gitarrist bei Aufnahmen mit Jack Bruce, Lowell Fulson, James Booker und Van Morrison.

## Leben und musikalische Laufbahn

### Die 1960er und 1970er Jahre
Im Alter von sieben Jahren brachte sich Beaker das Gitarrespielen bei, als er durch einen schweren Unfall für eineinhalb Jahre ans Bett gefesselt war. In einem Ferienlager gewann er als Zwölfjähriger mit seiner Gitarre den ersten Preis in einem Wettbewerb. Außer zehn Schillingen gewann er einen Auftritt in der Lonnie-Donegan-Show. Weitere Auftritte in der Show des Skiffle-Königs bedeuteten den Beginn von Normans Bühnenlaufbahn. Lonnie Donegan und Hank Marvin waren seine ersten einflussreichen Vorbilder,
doch bald brachte ihm sein älterer Bruder Malcolm Bluesgrößen wie Howlin Wolf, Jimmy Reed, Muddy Waters und Sonny Boy Williamson nahe.
1967 gründete Beaker seine erste Band "Morning After", mit seinem Bruder Malcolm Hume am Schlagzeug, John McCormick an der Rhythmusgitarre und Ian Stocks am Bass. Das Album "Blue Blood" entstand 1971.
In den späten 1960er und den frühen 1970er Jahren trat die Band regelmäßig auf, bis sich Beaker schließlich dem Blues Train von Victor Brox anschloss. Dies bedeutete regelmäßige Auftritte bei Granada TV in der Show "So It Goes".

Im Jahr 1977 bildete Beaker eine neue Band mit dem Namen „No Mystery“, benannt nach dem Chick-Corea-Album und -song "No Mystery". Neben Beaker gehörten Dave Lunt, Bass, Tim Franks, Schlagzeug und John Dickinson an der zweiten Gitarre. Der Bandname sollte signalisieren, dass man mehr experimentelle Musik spielen wollte, doch bald kehrte die Band zum Blues zurück.
Sie erhielten den Auftrag, Louisiana Red beim Fernsehauftritt in der Unterhaltungssendung The Old Grey Whistle Test zu begleiten. Bei weiteren Gastauftritten begleitete die Band James Booker, Alexis Korner, Tommy Tucker und Zoot Money. 

1979 reiste „No Mystery“ mit Victor Brox und dem Mundharmonikaspieler Johnny Mars als erste britische Bluesband in die DDR.

### Die Jahre 1980 bis 2016
Im Jahr 1981 veröffentlichte die Band „No Mystery“ eine Single „Taxman’s Wine“, produziert von Ray Russell. Ein Jahr später löste sich die Band auf.
Nach mehreren Touren mit Jack Bruce und vielen Plattenproduktionen für verschiedene Musiker gründete Beaker 1985 die Norman Beaker Band mit Kevin Hill (Bass), Lenni „Sax“ Zacksen (Saxofon), Dave Bainbridge (Keyboard) und Tim Franks (Schlagzeug). Die Band
brachte 1986 das Livealbum „Bought in the Act“ heraus und nahm mit Phil Guy dessen Album „I once was a Gambler“ auf. Die Band wurde immer mehr die Hausband für viele Gastkünstler aus den USA.

Im Jahr 1994 organisierte Beaker das Alexis Korner-Gedenkkonzert im Opernhaus von Buxton in Derbyshire. Es brachte die Led-Zeppelin-Mitglieder Jimmy Page und Robert Plant nach der Trennung zum ersten Mal wieder zusammen und präsentierte neben vielen anderen Dick Heckstall-Smith und Chris Barber. In späteren Gedenkkonzerten – in den nächsten neun Jahren alle organisiert von Beaker – traten Fleetwood-Mac-Gründer Peter Green, Chris Farlowe, Eric Burdon und viele andere auf. 

In den 1990er Jahren begann Norman Beaker damit, für Del Taylors Plattenlabel Indigo Alben zu produzieren, darunter auch Chris Farlowes Livealbum „Lonesome Road“ (1995). Hier spielte der ehemalige 10cc-Schlagzeuger Paul Burgess mit der Band.

1996 begleitete die Norman Beaker Band Ruby Turner bei ihrem Album „Guilty“ und Mick Abraham bei „Mick’s Back“ mit Tim Franks am Schlagzeug und der Sängerin Sheila Gott. Auf Tour mit Chris Farlowe war die Band in den nächsten zwei Jahrzehnten in ganz Europa. Ein Liveauftritt im Rockpalast mit Farlowe im 2006 erschien auf CD und als Video.

## Diskographie
- 1989: Into the Blues, JSP Records
- 1999: The Older I Get, The Better I Was, Out of Time Records
- 2002: Who's He Calling Me Him?, Delicious
- 2010: Larry Garner, Norman Beaker and Friends - Live at the Tivoli (aufgenommen im Tivoli Theatre, Wimborne im Oktober 2009)
- 2013: Larry Garner & The Norman Beaker Band - Good Night in Vienna (aufgenommen im "Reigen" Wien am 16. April 2013)
- 2013: Between The Lines
- 2015: Live in Belgrade Norman Beaker Blues Trio, Jnr/CD Baby
- 2017: We See Us Later Norman Beaker Band featuring Steve Ellis und Larry Garner
- 2020: Running Down The Clock, Norman Beaker (with John Price and Leo Andjelkovic)